# Općina Valandovo
Općina Valandovo (makedonski: Општина Валандово) je jedna od 80 
općina Sjeverne Makedonije koja se prostire na jugoistoku Sjeverne Makedonije. 
Upravno sjedište ove općine je grad Valandovo.

## Zemljopisne osobine
Općina Valandovo prostire se po Gevgelijsko - valandovskoj kotlini, uz rijeku Vardar. Na zapadu općine uzdiže se planina Kožuv, a s istoka planina Belasica.
Općina Valandovo graniči s državom Grčkom s istoka, te s Općinom Strumica na sjeveru, s Općinom Dojran na jugoistoku, s Općinom Bogdanci na jugu, s Općinom Gevgelija na jugozapadu, s Općinom Demir Kapija na zapadu, te s Općinom Konče na sjeverozapadu.
Ukupna površina Općine Valandovo je 331,4 km².

## Stanovništvo
Općina Valandovo  ima 11 890 stanovnika. Po popisu stanovnika iz 2002. nacionalni sastav stanovnika u općini bio je sljedeći;

## Naselja u Općini Valandovo
Ukupni broj naselja u općini je 29, od toga je 28 sela i jedan grad Valandovo.

## Pogledajte i ovo
- Valandovo
- Sjeverna Makedonija
- Općine Sjeverne Makedonije

## Vanjske poveznice
- Općina Valandovo na stranicama Discover Macedonia